# Valeria Ciangottini
Valeria Ciangottini (Roma, 5 agosto 1945) è un'attrice italiana.

## Biografia

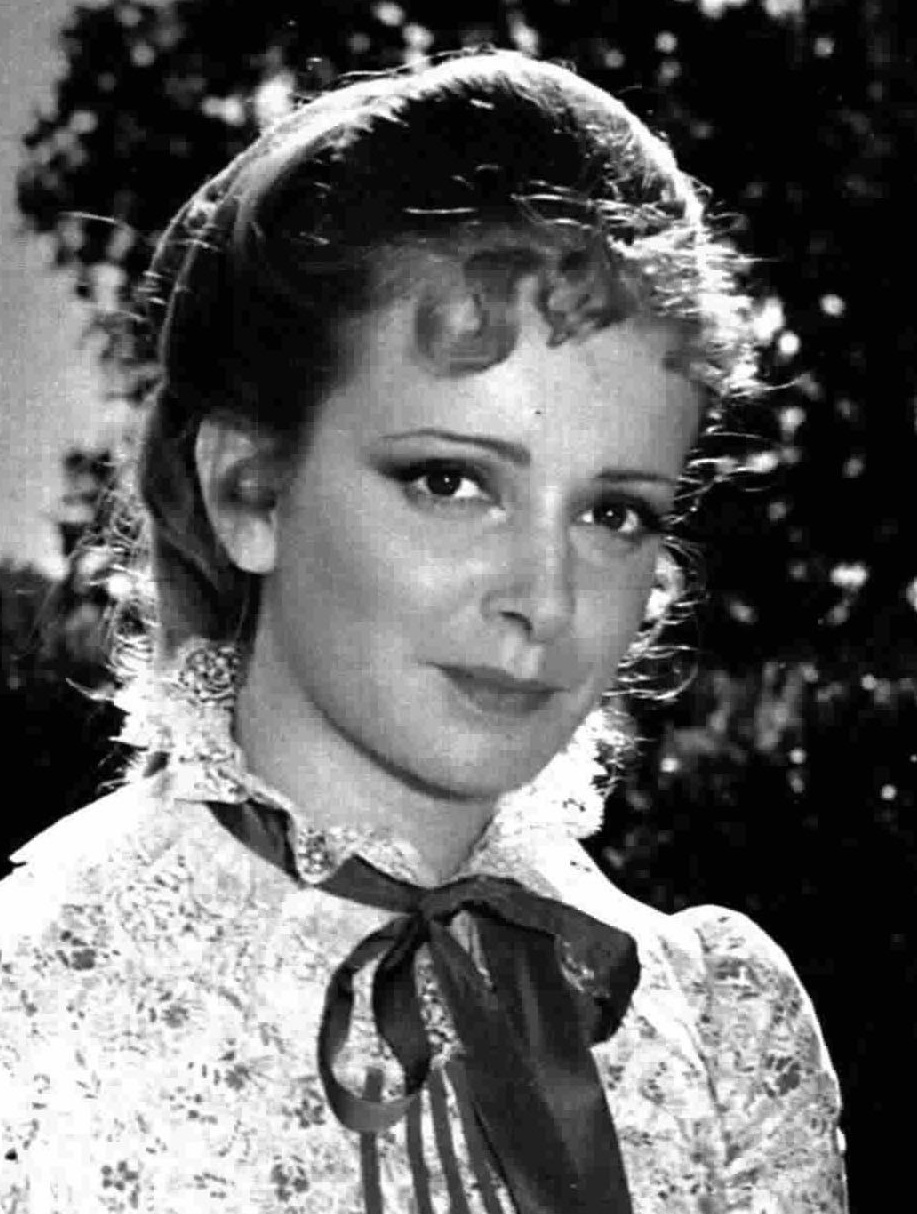
Valeria Ciangottini nel 1972

Valeria Ciangottini nasce a Roma il 5 agosto 1945 da genitori umbri, originari di Città di Castello (la madre) e di Umbertide (il padre). 

### Cinema
Formatasi all'Actors Studio, debutta al cinema a soli quattordici anni di età, nel 1959, nel ruolo dell'adolescente Paola in La dolce vita di Federico Fellini. Nel medesimo anno è apparsa anche in La giornata balorda di Mauro Bolognini. Successivamente nella sua carriera cinematografica, concentrata tra gli anni sessanta e gli ottanta, la Ciangottini ha affrontato vari generi, dai film drammatici ai polizieschi, dalle commedie ai film di parodia, tra cui si segnalano Cronaca familiare (1962) di Valerio Zurlini, Il treno del sabato (1964) di Vittorio Sala, Per qualche dollaro in meno (1966) di Mario Mattoli, Caroline chérie (1968) di Denys de La Patellière, Contronatura (1976) di Amasi Damiani e Appuntamento a Liverpool (1988) di Marco Tullio Giordana.
L'attrice è molto attiva anche nelle produzioni televisive, a cui ha preso parte sin dal 1962, con un ruolo nella miniserie I Giacobini di Edmo Fenoglio.

### Teatro
Secondo il Dizionario dello spettacolo, con il passare degli anni ha tralasciato la partecipazione a lavori cinematografici e televisivi per privilegiare il teatro, con l'interpretazione di lavori di genere brillante. Si ricordano le sue partecipazioni al fianco di Carlo Simoni in Tredici a tavola (per la regia di Luigi Bonori) e ne Il pensionante di Raffaella Battaglini (regia di Walter Manfrè), e con Gianrico Tedeschi ne La rigenerazione di Italo Svevo. Da anni dirige la Scuola di Teatro e Associazione "Ottobre".

## Filmografia

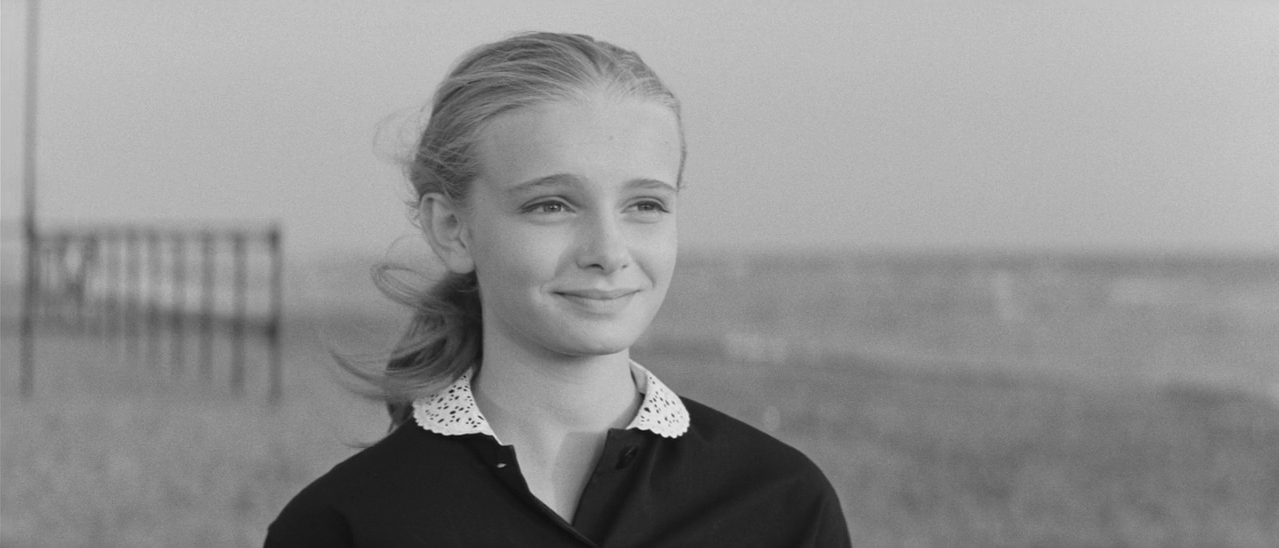
Valeria Ciangottini, quattordicenne, sulla spiaggia di Passoscuro, nella scena finale de La dolce vita (1960)

Valeria Ciangottini in Don Camillo monsignore... ma non troppo (1961)

### Cinema
- La dolce vita, regia di Federico Fellini (1960)
- La giornata balorda, regia di Mauro Bolognini (1960)
- Don Camillo monsignore... ma non troppo, regia di Carmine Gallone (1961)
- Cronaca familiare, regia di Valerio Zurlini (1962)
- Il vizio e la virtù (Le vice et la vertu), regia di Roger Vadim (1962)
- Il treno del sabato, regia di Vittorio Sala (1964)
- L'amour à la chaine, regia di Claude de Givray (1964)
- Le due orfanelle, regia di Riccardo Freda (1965)
- Idoli controluce, regia di Enzo Battaglia (1965)
- Per qualche dollaro in meno, regia di Mario Mattoli (1966)
- Agente 777 missione Summergame (Coplan FX18 casse tout), regia di Riccardo Freda (1966)
- Per un pugno di eroi (Eine handvoll helden), regia di Fritz Umgelter (1967)
- L'assassino ha le mani pulite, regia di Vittorio Sindoni (1968)
- Caroline chérie, regia di Denys de La Patellière (1968)
- Fegefeuer, regia di Haro Senft (1971)
- Contronatura, regia di Amasi Damiani (1976)
- La regia è finita, regia di Amasi Damiani (1977)
- Il matto, regia di Franco Giornelli (1980)
- In punta di piedi, regia di Giampiero Mele (1984)
- L'estate sta finendo, regia di Bruno Cortini (1987)
- Una storia importante, regia di Amasi Damiani (1987)
- Appuntamento a Liverpool, regia di Marco Tullio Giordana (1988)
- Cronaca di una passione, regia di Fabrizio Cattani (2016)

### Televisione

Valeria Ciangottini e Umberto Ceriani in Pane altrui (1974)

- I Giacobini, regia di Edmo Fenoglio - miniserie TV (1962)
- Giuseppe Verdi, regia di Mario Ferrero - miniserie TV (1963)
- Mastro Don Gesualdo, regia di Giacomo Vaccari - miniserie TV (1964)
- La pietra di Luna, regia di Anton Giulio Majano - miniserie TV (1972)
- Anna Karenina, regia di Sandro Bolchi - miniserie TV (1974)
- Il commissario De Vincenzi, regia di Mario Ferrero - serie TV, episodio 1x02 (1974)
- Pane altrui di Ivan Turgenev, regia di Andrea Frezza (1974)
- Racconti di fantascienza, regia di Alessandro Blasetti - miniserie TV (1979)
- Luigi Ganna detective - miniserie TV (1979)
- La tana di Agatha Christie, regia di Raffaele Meloni - sceneggiato (1980)
- Orient Express, regia di Daniele D'Anza e Marcel Moussy - miniserie TV (1980)
- L'ultimo spettacolo di Nora Helmer, regia di Carlo Quartucci - miniserie TV (1980)
- L'assedio, regia di Silvio Maestranzi - miniserie TV (1980)
- Il fascino dell'insolito - serie TV, episodio Castigo senza delitto (1982)
- Il passo falso, regia di Paolo Poeti - miniserie TV (1983)
- Murder of a Moderate Man, regia di Robert Tronson - miniserie TV (1985)
- Colletti bianchi, regia di Bruno Cortini - serie TV (1988)
- Caramella (programma televisivo) - programma TV (1989-1991)
- I ragazzi del muretto - serie TV (1991)
- Vita coi figli, regia di Dino Risi - miniserie TV (1991)
- Il maresciallo Rocca - serie TV (1996)
- Squadra mobile - Scomparsi, regia di Claudio Bonivento - miniserie TV (1998)
- Giornalisti - serie TV (2000)
- Un posto tranquillo - serie TV (2003)
- Part-Time, regia di Angelo Longoni - miniserie TV (2004)
- Amanti e segreti - serie TV (2004-2005)
- E poi c'è Filippo, regia di Maurizio Ponzi - miniserie TV (2006)
- Un passo dal cielo - serie TV (2015)

## Prosa televisiva Rai
- Il vizio assurdo di Diego Fabbri e Davide Lajolo, regia teatrale di Giancarlo Sbragia, regia televisiva di Lino Procacci, trasmesso l'8 settembre 1978 sulla Rete 1.[2]
- Non si sa come di Luigi Pirandello, regia di Arnaldo Ninchi, trasmessa il 27 ottobre 1978.
- La tana di Agatha Christie, regia di Raffaele Meloni, trasmesso il 29 e 30 aprile 1980.

## Riconoscimenti
- Globo d'oro
  - 2017 – Candidatura alla miglior attrice per Cronaca di una passione